# Liste der Einträge im National Register of Historic Places im Jefferson County (Oregon)
Diese Liste der Einträge im National Register of Historic Places im Jefferson County enthält alle im Jefferson County, Oregon in das National Register of Historic Places eingetragenen Gebäude, Bauwerke, Objekte, Stätten oder historischen Distrikte.
Diese Liste ist vollständig mit dem Bearbeitungsstand vom 25. September 2015.

## Derzeitige Einträge
| [ 1 ] | Name                                             | Bild                                       | Eintragsdatum                 | Lage | Ort                                                | Beschreibung |
| ----- | ------------------------------------------------ | ------------------------------------------ | ----------------------------- | --- | -------------------------------------------------- | --- |
| 1     | Camp Sherman Community Hall                      | Camp Sherman Community Hall                | 28. Feb. 2003 ID-Nr. 03000070 | 13025 SW Camp Sherman Road 44° 27′ 0,6″ N, 121° 39′ 14,2″ W | Camp Sherman                                       | |
| 2     | Enoch and Mary Cyrus Homestead                   | weitere Bilder                             | 26. Mai 2015 ID-Nr. 15000270  | Hagman Road 44° 26′ 52,5″ N, 121° 6′ 11,4″ W | bei Culver                                         | |
| 3     | Jefferson County Courthouse                      | Jefferson County Courthouse                | 17. Sep. 2015 ID-Nr. 15000614 | 34 SE D Street 44° 38′ 1,6″ N, 121° 7′ 44″ W | Madras                                             | |
| 4     | Max and Ollie Lueddemann House                   | Max and Ollie Lueddemann House             | 3. Juni 1996 ID-Nr. 96000620  | 96 SE 9th Street 44° 38′ 5,5″ N, 121° 7′ 32,7″ W | Madras                                             | Der 1906 fertiggestellte Bungalow ist eines der wenigen fast unveränderten Häuser aus der Gründerzeit von Madras. Er war bis 1909 das Wohnhaus des Verlegers und Boosters Max Lueddemann. Obwohl er nur kurz in der noch jungen Stadt lebte, erwarb er sich Respekt als Journalist, Geschäftsmann und Immobilienvermittler. |
| 5     | Madras Army Air Field North Hangar               | Madras Army Air Field North Hangar         | 8. Juni 2015 ID-Nr. 15000331  | 2028 NW Berg Drive 44° 39′ 56,6″ N, 121° 8′ 57,2″ W | Madras                                             | |
| 6     | Julius and Sarah McCoin Homestead                | weitere Bilder                             | 26. Mai 2015 ID-Nr. 15000271  | Forest Service Road 57 44° 25′ 44,2″ N, 121° 5′ 20,6″ W | Culver                                             | |
| 7     | Olallie Lake Guard Station                       | weitere Bilder                             | 6. März 1991 ID-Nr. 91000169  | südlich von Pinhead Buttes, Mount Hood National Forest 44° 48′ 50,8″ N, 121° 47′ 25,1″ W                                                                                       | bei Estacada                                       | |
| 8     | Oregon Pacific Railroad Linear Historic District | weitere Bilder                             | 29. Okt. 1999 ID-Nr. 99001285 | etwa 30 km langer Abschnitt der alten Eisenbahntrasse zwischen Idanha und der Kaskadenkette, der auch im Marion County und im Linn County liegt. 44° 27′ 10″ N, 121° 53′ 57″ W | Idanha Richtung Kaskadenkette via Santiam Junction | 1872 fing Thomas Egenton Hogg an, eine transkontinentale Eisenbahnstrecke zu bauen, die an der Küste von Oregon endet. 1894 endeten seine Bemühungen im Bankrott, und die fertiggestellten Gleise reichten nur von Yaquina Bay nach Idanha in den Ausläufern der Kaskadenkette, die Trasse östlich von Idanha war im Bau. Der historische Distrikt umfasst die Reste der Arbeiten an der Trasse östlich von Idanha und die Stätten zweier Bauarbeitercamps. Durch die im Laufe des Baus abgebrochenen Bauarbeiten erlauben diese Reste einen Blick in die Methoden des Eisenbahnbaus und in die Arbeitsbedingungen der Bahnbauarbeiter im 19. Jahrhundert. |
| 9     | Oregon Trunk Passenger and Freight Station       | Oregon Trunk Passenger and Freight Station | 27. Feb. 1986 ID-Nr. 86000285 | Washington Street am Beginn der 6th Street 44° 35′ 15″ N, 121° 10′ 39″ W | Metolius                                           | |